# Bosna 92
Bosna 92 er en dansk fodboldklub hjemmehørende i København. Klubbens hold afvikler deres træning og hjemmebanekampe på boldbanerne i Valby Idrætspark. Klubben var indtil 2010 tilknyttet Københavns Boldspil-Union (KBU), hvorefter den blev ekskluderet på grund af manglende overholdelse af økonomiske forpligtelser over for unionen.
Klubben blev grundlagt i 1992 af bosnisk flygtninge og hed tidligere DRK Tåsingegade. Med tiden kæmpede holdet sig op til dens højeste placering i Serie 2 under KBU.

## Fodnoter
1. ↑  Puljens nummer i den pågældende serie er konverteret overtil det nye nummereringssystem, som nu anvendes af alle lokalunionerne under DBU med undtagelse af KBU. Puljenummeret ifølge KBUs eget nummeringssystem er nævnt i parentes.
2. ↑  "KBUs Nyhedsbrev Nr. 10 – 2010" (PDF). Arkiveret fra originalen (PDF) 5. april 2012. Hentet 29. juni 2010.